# Testador
El testador és la persona física que atorga testament. Pel testament, el causant ordena la seva successió per a després de la seva mort.
A Catalunya, en virtut de la llei 40/1991, de 30 de desembre, modificada per la llei 10/2008, de 10 de juliol, del llibre quart del Codi civil de Catalunya, relatiu a les successions, són incapaços per a testar els menors de catorze anys i els qui no tenen capacitat natural en el moment de l'atorgament.